# بوومن (کارولینای جنوبی)
بوومن(به انگلیسی: Bowman) شهری در ایالت کارولینای جنوبی کشور ایالات متحده آمریکا است که جمعیت آن در سرشماری سال ۲۰۱۰ میلادی، ۹۶۸ نفر بوده‌است.